# 金松盆距兰
金松盆距兰（学名：Gastrochilus flavus）为兰科盆距兰属下的一个种。

## 扩展阅读
- 維基物種上的相關：金松盆距兰